# Kosrae (voilier)
Pour les articles homonymes, voir Kosrae (homonymie).

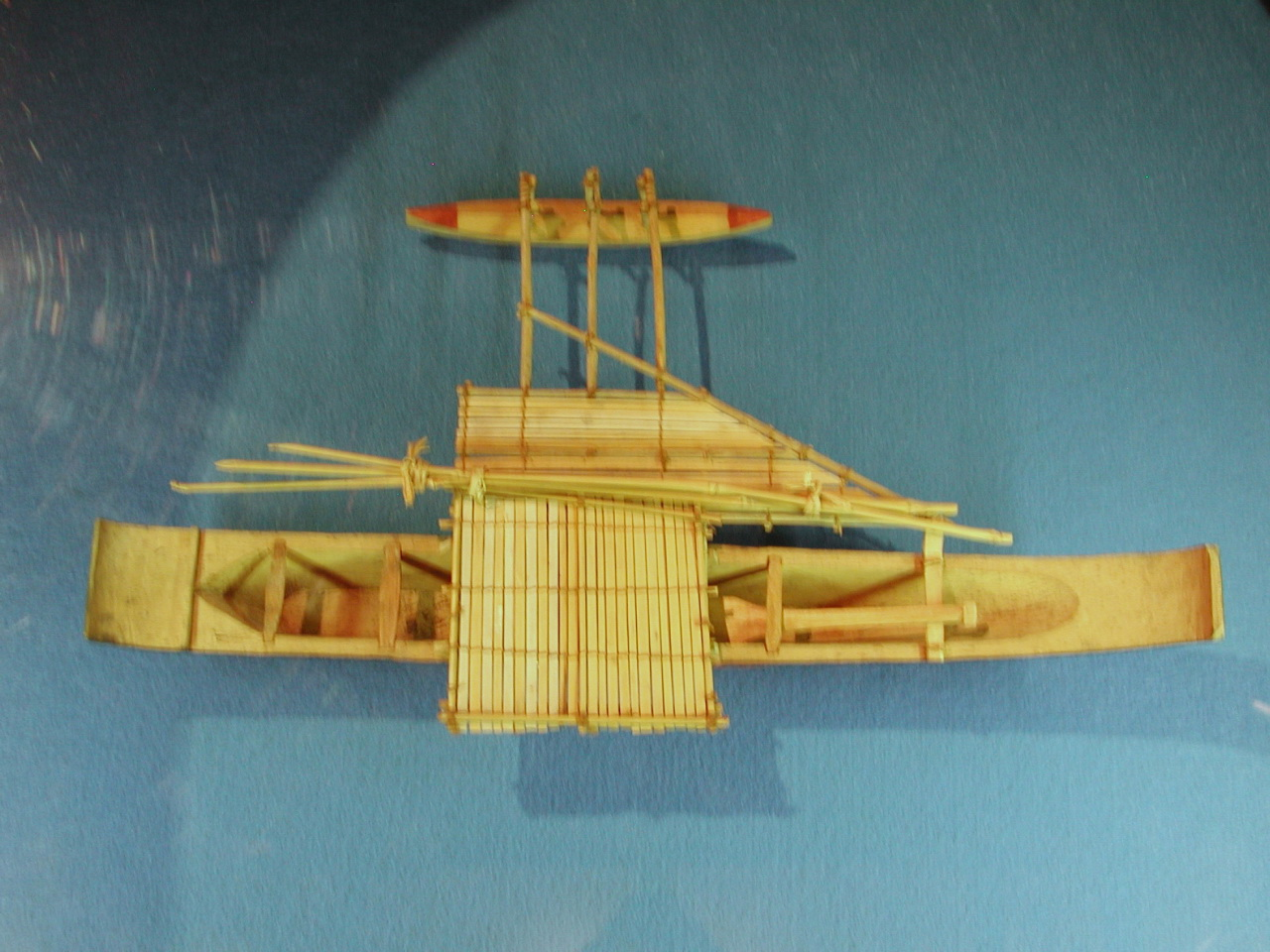
Modele de grande pirogue de Micronésie.

Un kosrae est un type de grande pirogue à balancier traditionnel, à voile austronésienne, à coque amphidrome des Kiribati et de Micronésie. 
Ce type de voilier était utilisé pour les voyages en mer sur de longues distances (exploration, migration et commerce).